# UAV
En UAV (eng. unmanned aerial vehicle) også kaldet en drone er oprindeligt en USAF-militærterm som beskriver den seneste generation af pilotløse luftfartøjer, som kan genbruges flere gange. Så krydsermissiler og rumsonder er f.eks. ikke UAV og droner. Droner bruges primært om ubemandede målfly til at afprøve antiflymissiler eller til at træne luftværnsskytter. Oftest[kilde mangler] er det udfasede fly eller store modelfly. NASA anvendte i 1984 en Boeing 720-drone til afprøve mindre brandfarligt brændstof i et kontrolleret styrt[kilde mangler].

## Historisk
Droner som idé findes i hvert fald tilbage til 1924 og blev beskrevet i The Experimenter november 1924.

## Brug
Mange nationer har UAV'er i deres arsenal. I den russisk-ukrainske krig bruger begge parter store mængder droner, og droner står for over halvdelen af døde og sårede soldater i 2025.

## Danmark
I Danmark forsøgte man sig på et tidspunkt med det nu fejlslagne tårnfalke-projekt. Efterfølgende indkøbte man i 2007 Raven-systemet. Den 12. maj 2012 underskrev Forsvaret en kontrakt på leveringen af et antal Puma-droner som erstatning for Raven-systemet.

## Frankrig
I Frankrig findes der tre firmaer, som beskæftiger sig med produktion af UAV'er:
- Dassault
- EADS
- Sagem

Alle tre har udviklet avanceret droneteknologi. Dronerne falder i forskellige kategorier, hvor Dassaults nEUROn er en stealth type UAV, mens Sagem med deres Sperwer og EADS med Harfang og Talarion har udviklet mere traditionelt udseende UAV'er.

## Kina
I Kina er det nu kommet frem, at man her satser massivt på, at komme ind på markedet for UAV'er

## USA
Amerikanerne har i flere år brugt UAV'er til forskellige militære formål og sidder sammen med israelske firmaer tungt på markedet for UAV'er.